# Вейсовое
Вейсовое или Маяцкое — озеро, расположенное на территории Славянского горсовета (Донецкая область, Украина). Площадь — 0,1 км². Тип общей минерализации — солёное. Происхождение — провальное (карстовое). Группа гидрологического режима — бессточное.

## География
Входит в Славянскую группу солёных озёр. Длина — 0,42 км. Ширина средняя — 0,24 км, наибольшая — 0,22 км. Длина — 0,373 км, ширина — 0,256 км, длина береговой линии — 1,067 км, глубина — 1,7 м.
Озеро расположено в долине (левый берег) реки Казённый Торец: внутри городской застройки Славянска — микрорайон Славянский курорт, севернее улицы Сользаводская. Озёрная котловина неправильной округлой формы, немного вытянутой с северо-востока на юго-запад. Восточнее расположено озеро Рапное, западнее — озеро Горячка, севернее — микрорайон Славянский курорт и озеро Солёное (Слепное). На северном берегу расположен пляж.
Берега пологие.
Питание: подземный (солёные потоки верхнепермской толщи восходящие по трещинам водонепроницаемых пород) и поверхностный сток. Имеет место убыль воды под влияниям испарения.
На дне озера есть ряд воронкообразных впадин неправильной формы. Наибольшая из которых имеет ширину 80 м, глубину, по данным Е. С. Бурксера (1922 год), 16,3 м (по данным С. И. Залесского — 1896 год — 19,17 м). Уменьшение глубины воронки вызвано процессами заиливания водоёма. Дно воронки покрыто чёрным илом с примесью песка. В воде, которая заполняет воронку, имеется большое количество сероводорода, увеличивающееся с глубиной до 425 мг/л.
Стационарные наблюдения над уровенным и ледовым режимом озера производились в период 1936—1941 года по водомерному посту у города Славянск. Наибольшая годовая амплитуда колебания уровня 71 см отмечалась в 1939 и 1940 годах, наименьшая — 30 см в 1936 году.
Весеннего и осеннего ледоходов на озере не наблюдалось. Замерзает озеро во второй—третьей декаде декабря, очищается ото льда обычно в конце марта. Продолжительность периода, свободного от льда, изменяется от 258 до 280 дней. По данным за период январь—февраль 1941 года, наибольшая толщина льда достигала в феврале — 32 см.
Температура поверхности воды изменяется мало. Самые большие различия в температуре наблюдаются в осенние месяцы и достигают величины 7,6 °C (сентябрь). Наибольшая температура воды наблюдается обычно в июле, в отдельные годы — в июне или в августе. Наивысшая температура была зарегистрирована 01.07.1938 года — 27,7 °C. Исходя из довоенных наблюдений, в озере резко выраженная прямая термическая стратификация. Зимой природные слои воды и илы сохраняют довольно высокие температуры, в то время как поверхностный слой воды охлаждается ниже 0 °C.
Дно озеро покрыто слоем ила, который во влажном состоянии имеет чёрный цвет, обладает запахом сероводорода. Илы признаны радиоактивными.
Озеро расположено в границах регионального ландшафтного парка Славянский курорт.